# Universidad Internacional Webber
La Universidad Internacional Webber (en inglés Webber International University, WIU) es una universidad privada estadounidense de negocios. Se encuentra en la costa del lago Crooked, uno de los más grandes del estado de Florida, más concretamente en la zona central de dicho estado. Webber se sitúa aproximadamente a 45 minutos de algunos de los parques de atracciones más conocidos del mundo, tales como Disney World o Universal Studios. La universidad de Webber está acreditada por la Asociación de Universidades del Sudeste del país, la cual permite ofrecer enseñanza a diferentes niveles, ya sea la posibilidad de desarrollar una carrera universitaria o un máster homologado.

## Historia
El 6 de abril de 1927, Grace Knight y Roger W. Babson fundaron la universidad que llevaría el apellido de su ahijada, Camilla Grace Webber. Roger Babson era comúnmente conocido por sus aportaciones en las áreas de económicas y finanzas, las cuales le llevaron a colaborar en diversas revistas relacionadas con el mundo de los negocios y editar libros con sus tesis.
Webber fue originalmente establecida como una universidad para chicas, con el objetivo principal de enseñar a mujeres sobre el mundo de los negocios en todas sus facetas. Fue la primera universidad no gubernamental bajo la jurisdicción del Estado de Florida.
Webber fue acreditada por la Asociación de Universidades del Sudeste de los Estados Unidos en 1969. Los primeros varones fueron admitidos en calidad de estudiantes en septiembre de 1971.
A mediados de los años 90, Webber desarrolló diversos programas para ofrecer enseñanza superior a alumnos mayores de 25 años y con una experiencia universitaria anterior de 2 años. Es también en esta época cuando se produce un crecimiento notable en el número de deportes desarrollados, tales como el fútbol asociado, los bolos, el baloncesto y el voleibol.
La Universidad de Webber participa en la liga universitaria NAIA (National Association of Intercollegiate Athletics) en la Florida Sun Conference (Conferencia del Sol de Florida) en la cual se dan a conocer como  los “Warriors” (Los Guerreros).
En la actualidad, la universidad participa en los siguientes deportes:
- Mujeres: fútbol asociado, voleibol, tenis, softball, atletismo, golf, bolos
- Varones: atletismo, fútbol asociado, baloncesto, tenis, bolos, béisbol, golf, fútbol americano.

## Títulos universitarios
Webber ofrece diferentes formaciones universitarias en la rama de económicas, como son: Contabilidad, Dirección de Sistemas de Información, Comunicación Corporativa, Finanzas, Negocios, Turismo, Restauración, Administración y Dirección de Empresas, Marketing, Pre-Derecho, Dirección de Sistemas de Seguridad y Dirección Deportiva.

## Campus
Como su nombre indica, se trata de una universidad internacional. En ella conviven hasta 40 nacionalidades diferentes[cita requerida].
El campus está formado por diez edificios de los cuales tres son destinados para las viviendas de los alumnos, en dos de estos las habitaciones son compartidas entre dos y tres alumnos y el último de ellos está formado por pequeños apartamentos en los cuales conviven hasta 5 alumnos pero cada uno de ellos con habitación propia y baño para cada dos.
Otros tres edificios están destinados solo y exclusivamente para las aulas, uno más para la biblioteca, otro para las oficinas de los profesores, otro para la sala de ocio y la tienda oficial de la universidad, el noveno es el gimnasio y por último la oficina de admisión.
Los edificios que componen el campus están a una distancia corta los unos de los otros, los cuales permiten a los estudiantes estar en pocos minutos en sus aulas.
Además de todo esto, la universidad dispone de instalaciones deportivas, en particular, dispone de campo de béisbol, de baloncesto, de tenis, soccer, softball y futbol americano. No corren tanta suerte los equipos de golf, bolos y atletismo, los cuales tienen que depender de instalaciones independientes a la universidad. Estas instalaciones están disponibles para el alumnado a cambio de reconocimiento y en alguna ocasión una pequeña compensación monetaria. La universidad también dispone de una piscina.